# Leonard Rose
Leonard Rose (Washington, 27 luglio 1918 – White Plains, 16 novembre 1984) è stato un violoncellista statunitense.

## Biografia
Assieme a Pablo Casals, Pierre Fournier e Mstislav Rostropovich, Leonard Rose è stato uno dei più grandi virtuosi di violoncello di tutti i tempi. 
I suoi genitori erano di origine ebraica; il padre Harry, da giovane era attore in un teatro di lingua yiddish in Ucraina; assieme alla moglie Jennie Frankel lasciò l'Europa per trasferirsi negli Stati Uniti d’America.
Iniziò a prendere lezioni di pianoforte a otto anni e successivamente cominciò a imparare anche il violoncello sotto la guida di suo padre, musicista autodidatta. All'età di dieci anni si iscrisse al Conservatorio di Miami, dove il suo primo professore fu Walter Grossman, allievo di Joseph Malkin a Berlino, già primo violoncello della Filarmonica di Berlino e, dopo il trasferimento negli Stati Uniti, primo violoncello a Boston e Chicago. A quindici anni Rose decise di trasferirsi a Filadelfia per prendere parte a corsi con il suo cugino Frank Miller, che suonava nell’Orchestra di Filadelfia sotto la direzione di Leopold Stokowski e che poi sarebbe divenuto primo violoncello dell’Orchestra Sinfonica della NBC diretta da Toscanini oltre che dell’Orchestra Sinfonica di Chicago alla guida di Fritz Reiner. Dopo sei mesi di intenso lavoro con Miller, Leonard Rose fu accettato dal Curtis Institute nella classe del noto violoncellista inglese Felix Salmond, al quale riconobbe il merito di aver acquisito la magnifica sonorità universalmente apprezzata (il New York Times aveva una volta paragonato il suono che Rose ricavava dal suo strumento Amati del 1662 a «oro puro»). L’Orchestra del Curtis Institute era allora sotto la bacchetta di Fritz Reiner; del direttore austroungarico Rose non ne ebbe una favorevole impressione dal punto di vista umano, ma onestamente riconobbe che «da lui avevamo molto da apprendere».
In quel medesimo periodo, grazie ad una borsa di studio, Rose si trasferì a New York per perfezionare la propria preparazione tecnica. La sua carriera di artista procedette rapidamente e ben presto iniziò a suonare come solista con l’Orchestra di Filadelfia.
Nel 1938 sposò Minnie Knopow, una ragazza di Milwaukee anch'essa musicista e provetta suonatrice di viola, dalla quale ebbe due figli: Barbara e Arthur. In quello stesso anno Arturo Toscanini, colpito dalla bellezza del suono e dalla tecnica del giovane violoncellista, decise di ingaggiare Leonard Rose per la stagione concertistica della NBC Symphony Orchestra , che avrebbe tenuto una tournée in sette grandi città americane.
Riguardo all’esperienza maturata con Toscanini, Rose dichiarò ai propri allievi che suonare in orchestra era il miglior modo di prepararsi a intraprendere una carriera di solista, rivolgendo d’altro canto una critica alla metodologia didattica applicata al Curtis Institute:  «L’Istituto sembrava credere che praticamente tutti i suoi allievi, selezionati con la massima cura, sarebbero divenuti virtuosi, i successori di Casals, Heifetz o Rubinstein», e aggiunse: «Una tale concezione con la sua insistenza verso la letteratura per solista, non è semplicemente semplicistica, può essere veramente nociva». Dopo la stagione sotto la direzione di Toscanini, Rose fu assunto da Artur Rodzinski per il posto di primo violoncello a Cleveland; quando Rodzinski partì per New York nel 1943, Rose lo seguì come primo violoncello della Philharmonic-Symphony Orchestra di New York. Con quest’ultima orchestra fece il suo debutto da solista, interpretando il Concerto in re minore di Lalo e successivamente il Concerto in si minore di Dvořák; dopo aver udito quest’ultimo, George Szell manifestò la propria ammirazione scrivendo a Rose: «Non credo che chiunque possa suonare questo pezzo meglio di come avete fatto voi, nemmeno quel gentiluomo del sud della Francia (Casals)» .
Benché celebrato come solista da concerto, Leonard Rose ha sempre mantenuto una grande predilezione per la musica da camera; assieme ai suoi amici di una vita, il violinista Isaac Stern ed il pianista Eugene Istomin, fondò un celeberrimo trio che con le sue esecuzioni ha contribuito in maniera determinante alla diffusione di tale forma musicale negli Stati Uniti , in precedenza non molto considerata dal pubblico americano .
Oltre che come grandissimo virtuoso, Leonard Rose è ricordato anche per essere stato un eccellente insegnante e pedagogo; fu professore di violoncello dapprima presso la Juilliard School of Music (1946-51), poi al Curtis Institute of Music (1951-62), quindi ritornò alla Juilliard School. Fra i suoi maggiori allievi vanno citati Yo-Yo Ma e Lynn Harrell, i quali ricordano l'instancabile dedizione del Maestro nell'educare i propri studenti al senso della rigorosa disciplina.  Yo-Yo Ma in particolare osservò: «Mr. Rose è divenuto il riferimento in materia d’integrità artistica […] Se esiste un suono ideale al violoncello, è il suo […]». Tra gli altri allievi di Rose figurano Matt Haimovitz, Fred Sherry e Myung-Wha Chung .
Leonard Rose morì di leucemia nel 1984 a White Plains. Poco prima di morire, aveva fatto dono alla musica del suo ultimo grande lascito, interpretando con il pianista francese Jean - Bernard Pommier le due ardue Sonate per violoncello di Johannes Brahms, registrate presso Le Château de Malesherbes in Francia nell’agosto 1982.

## Registrazioni
Fra le varie esecuzioni pubblicate su disco, Leonard Rose ha lasciato memorabili interpretazioni storiche dei concerti di Dvořák, Lalo, Saint-Saëns e Schumann, oltre ad altre celebri pagine orchestrali di Bloch, Fauré e Tchaikovsky, nonché molta musica da camera tra cui la prestigiosa integrale dei Trii di Beethoven e Brahms.  Recentemente, in occasione del centenario della nascita del maestro nel 2018, la Sony BMG ha pubblicato un box di 14 CD contenente tutte le registrazioni (tra cui alcune rarità) dei concerti e delle sonate effettuate dalla CBS tra il 1945 ed il 1974 e corredato delle note biografiche a cura di Richard Evidon. 
Riportiamo un elenco parziale delle sue più importanti incisioni: 
- Bach, The Three Sonatas for Viola da gamba (Cello) and Keyboard  - Glenn Gould, Sony BMG
- Beethoven, Triple Concerto, Op. 56  - Isaac Stern, Eugene Istomin, Philadelphia Orchestra, Eugene Ormandy, Sony BMG
- Beethoven, Triple Concerto, Op. 56  - John Corigliano, Walter Hendl, Philharmonic-Symphony Orchestra of New York, Bruno Walter, Sony BMG
- Beethoven, Sonatas for Cello & Piano, Op. 69, Op. 102 No. 2  - Eugene Istomin, Sony CBS Masterworks
- Beethoven, Sonata for Cello & Piano, Op. 69 - Mieczysław Horszowski, Sony BMG
- Beethoven, Sonata for Cello & Piano Op. 102 No. 2 - Leonid Hambro, Sony BMG
- Beethoven, The Complete Trios for Violin, Cello & Piano - Isaac Stern, Eugene Istomin, Sony BMG
- Bloch, Schelomo (Hebraic Rhapsody for Cello and Orchestra) - Philadelphia Orchestra, Eugene Ormandy, Sony BMG
- Bloch, Schelomo (Hebraic Rhapsody for Cello and Orchestra) - Philharmonic-Symphony Orchestra of New York, Dimitri Mitropoulos, Sony BMG
- Brahms, Double Concerto, Op. 102 - Isaac Stern, Philadelphia Orchestra, Eugene Ormandy, Sony BMG
- Brahms, Double Concerto, Op. 102 - Isaac Stern, Philharmonic-Symphony Orchestra of New York, Bruno Walter, Sony BMG
- Brahms, Cello Sonatas Nos. 1 & 2 - Leonid Hambro, Sony BMG
- Brahms, Cello Sonatas Nos. 1 & 2 - Jean-Bernard Pommier, Erato Disques
- Brahms, The Complete Trios for Violin, Cello & Piano - Isaac Stern, Eugene Istomin, Sony BMG
- Chopin, Introduction and Polonaise brillante, Op. 3 - Samuel Sanders, Sony BMG
- Dvořák, Cello Concerto, Op. 104 - Philadelphia Orchestra, Eugene Ormandy, Sony BMG
- Fauré, Élégie for Cello and Orchestra, Op. 24 - Philadelphia Orchestra, Eugene Ormandy, Sony BMG
- Franck, Sonata in A major - Leonid Hambro, Sony BMG
- Grieg, Cello Sonata, Op. 36 - Leonid Hambro, Sony BMG
- Haydn, Trio for Violin, Cello & Piano in E-Flat major, Hob. XV:10 - Isaac Stern, Eugene Istomin, Sony BMG
- Lalo, Cello Concerto - Philadelphia Orchestra, Eugene Ormandy, Sony BMG
- Mendelssohn, Trios Nos. 1 & 2 for Violin, Cello & Piano - Isaac Stern, Eugene Istomin, Sony BMG
- Mozart, Trio / Divertimento, K. 563 for Violin, Viola & Cello - Isaac Stern, Pinchas Zukerman, Sony CBS Masterworks
- Mozart, The Complete Flute Quartets - Jean-Pierre Rampal, Isaac Stern, Alexander Schneider, Sony CBS Masterworks
- Saint-Saëns, Cello Concerto No. 1, Op. 33  - Philadelphia Orchestra, Eugene Ormandy, Sony BMG
- Saint-Saëns, Cello Concerto No. 1, Op. 33  - Philharmonic-Symphony Orchestra of New York, Dimitri Mitropoulos, Sony BMG
- Schubert, String Quintet D. 956 - Guarneri Quartet, RCA BMG
- Schubert, Trios Nos. 1 & 2 for Violin, Cello & Piano - Isaac Stern, Eugene Istomin, Sony BMG
- Schubert, Sonata in A Minor D 821 / Boccherini, Sonata No. 6 / Sammartini, Sonata in G - Leonid Hambro, Sony BMG
- Schubert, Sonata in A Minor D 821 - Samuel Sanders, Sony BMG
- Schuman, A Song of Orpheus - Cleveland Orchestra, George Szell, Sony BMG
- Schumann, Cello Concerto, Op. 129 - New York Philharmonic, Leonard Bernstein, Sony BMG
- Schumann, 3 Fantasiestücke, Op. 73 - Samuel Sanders, Sony BMG
- Strauss Richard, Don Quixote, Op. 35 - John Corigliano, William Lincer, New York Philharmonic-Symphony Orchestra, George Szell, Pearl Pavilion Records
- Tchaikovsky, Variations on a Rococo Theme, Op. 33 - Philadelphia Orchestra, Eugene Ormandy, Sony BMG
- Tchaikovsky, Variations on a Rococo Theme, Op. 33 - Philharmonic-Symphony Orchestra of New York, George Szell, Sony BMG